# Comissió d'investigació dels atemptats de l'11-M

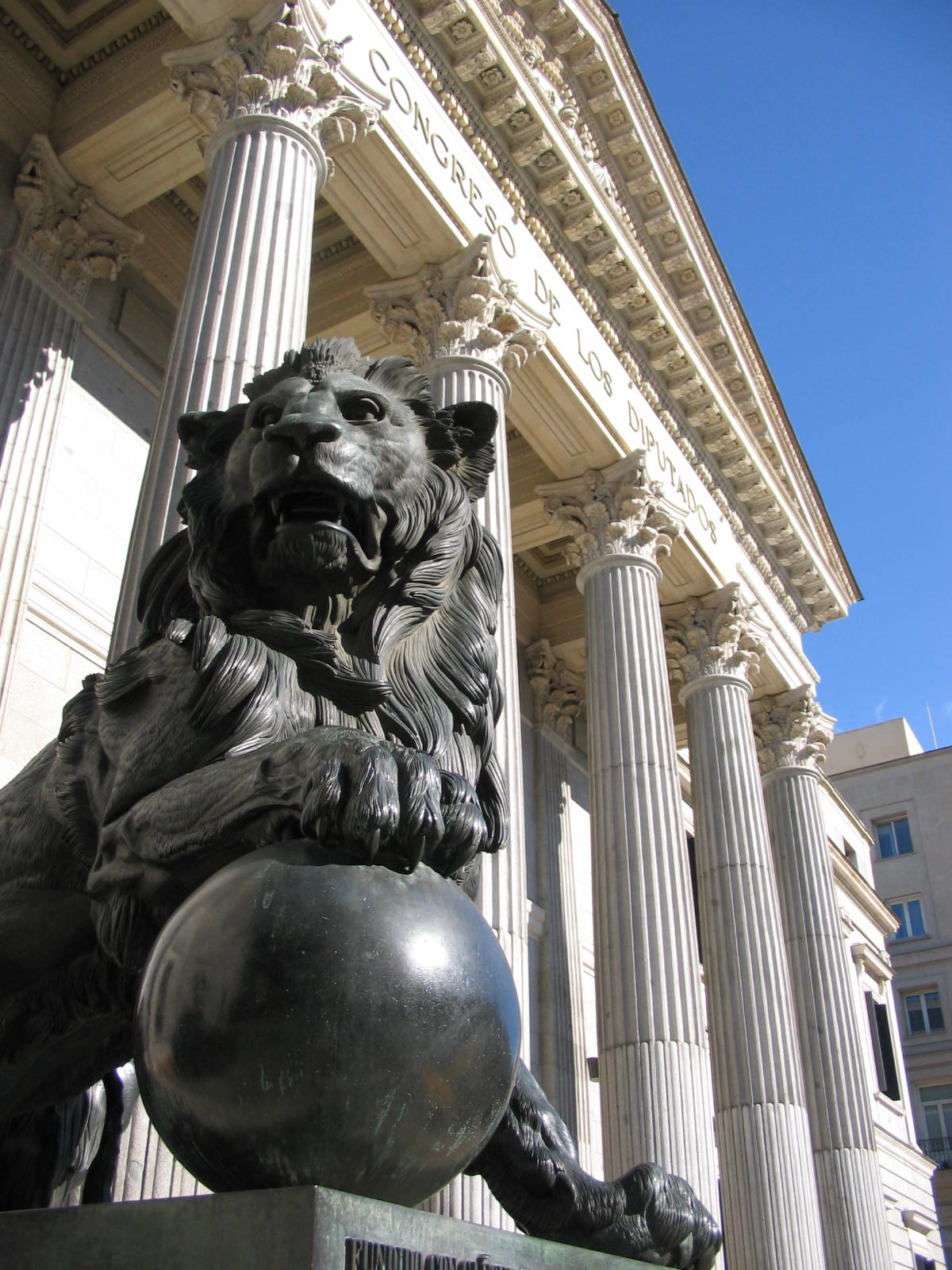
Façana principal del Congrés dels Diputats d'Espanya, seu de la Comissió parlamentària que durant part de 2004 i 2005 va tractar de aclarir els fets esdevinguts amb posterioritat als atemptats de l'11-M.

La Comissió d'investigació dels atemptats de l'11 març 2004 va ser creada pel Parlament Espanyol el 27 de maig de 2004 per tal d'aclarir les circumstàncies sota les quals es van produir els atemptats de l'11 de març de Madrid i les actuacions policials i polítiques anteriors i posteriors a aquests. Presentà les seves conclusions el març del 2005.
Per a la constitució d'aquesta comissió es va consensuar la figura del president en la persona de Paulino Rivero a proposta dels dos grups parlamentaris majoritaris i l'assentiment de la resta. Entre els comissionats hi havia Vicente Martínez-Pujalte, Joan Puig i Cordon, Jordi Jané i Guasch, Gaspar Llamazares i José Antonio Labordeta.
Entre els compareixents a la comissió hi hagué persones de perfil més tècnic com el cap dels TEDAX, la directora de l'institut anatòmic forense de Madrid, el comissari de policia d'Alcalá de Henares, el sociòleg Manuel Castells, el jutge Baltasar Garzón o Eduardo Fungairiño, fiscal en cap de l'Audiència Nacional. Per una altra banda, hi hagué d'altres més polítics José Luis Rodríguez Zapatero, Alfredo Pérez Rubalcaba, Ignacio Astarloa, José María Aznar, Ángel Acebes, Ana Pastor o Eduardo Zaplana. També destaquen les compareixences dels representants de les víctimes Pilar Manjón (Associació 11-M) i Francisco José Alcaraz (AVT). Les compareixences tengueren lloc entre el juliol i el desembre de 2004.

## Conclusions
El març del 2005, la Comissió va aprovar les recomanacions que elevaria al govern sobre l'adopció de noves mesures de seguretat destinades a impedir atemptats com els de l'11-M i sobre la millora de l'atenció a les víctimes. Aquestes recomanacions van ser recolzades per tots els grups parlamentaris excepte el Grup Popular, que es va abstenir en la votació.

El Partit Popular va sol·licitar noves compareixences i la continuació dels treballs de la Comissió, encara que aquesta va denegar ambdues peticions. El 6 d'abril de 2005, el Grup Popular va remetre al Congrés un document titulat  Propostes per a la reflexió de la Comissió de l'11-M, on plantejava 17 qüestions que, segons ells, no tenien resposta.
Per la seva banda, i en el seu document de conclusions, el PSOE acusava l'anterior govern d'una greu manca de previsió que, en part, va fer possible els atemptats. També concloïa que després dels atemptats, el govern del Partit Popular havia manipulat la informació amb un clar objectiu electoral.
Les conclusions de la Comissió van ser aprovades per 184 vots a favor, 145 en contra i una abstenció (el PP es mostrà en desacord amb la resta de partits). Les conclusions determinen que el govern de José María Aznar no va prevenir de forma adequada l'amenaça del terrorisme islamista radical i que tergiversà les dades de l'autoria de l'atemptat en els dies posteriors, insistint a parlar d'ETA quan la investigació policial s'allunyava d'aquesta hipòtesi.